# Fayda
Fayda (tiếng Ả Rập: الفيضة) là một ngôi làng Syria nằm ở Al-Hamraa Nahiyah ở huyện Hama, Hama. Theo Cục Thống kê Trung ương Syria (CBS), Fayda có dân số 240 người trong cuộc điều tra dân số năm 2004.